# Bjelkarøy
Ne doit pas être confondu avec Bjelkarøy-Buarøyna.
Bjelkarøy (officiellement Bjelkarøyna ) est une île norvégienne de la municipalité d'Øygarden dans le comté de Vestland.

## Étymologie
Le nom Bjelkarøyna a été créé en 1999. L'orthographe Bjelkarøy est celle qui est généralement utilisée, mais n'est pas approuvée.

## Démographie
Elle compte environ 15 résidents permanents.

## Géographie
Bjelkarøy est reliée par ferry à Klokkarvik, Lerøy et Hjellestad. Le conseil municipal a adopté un plan de zonage pour le pont entre Bjelkarøy et Lerøy[Quand ?].